# ایشواری کوریا
ایشواری کوریا (زاده ۴ ژوئن ۱۹۲۵ – درگذشته ۱۴ مه ۲۰۱۹) یک کتابدار سریلانکایی بود. او به مدت ۲۷ سال به عنوان کتابدار ارشد کتابخانه عمومی کلمبو خدمت کرد.

## زندگی‌نامه
کوریا در آرالیاگاها والاوا در بندراگاما متولد شد. او چهارمین فرزند از پنج فرزند دون برنارد ویجسینگه کانناگارا و بئاتریس ویجواردانا جایاسکارا بود. در مدرسه ویساخا در کلمبو و دانشگاه سیلان، پرادنیا شرکت کرد. او در سال ۱۹۴۹ در سینهال فارغ‌التحصیل شد.
پس از فارغ‌التحصیلی از دانشگاه، مدت کوتاهی در مدرسه ویساخا تدریس کرد، سپس در سال ۱۹۵۰ به عنوان معاون کتابدار به کتابخانه عمومی کلمبو مشغول کار شد. در سال‌های ۱۹۶۰–۱۹۵۹ برای کسب مدرک تحصیلات تکمیلی از دانشکده کتابداری و آرشیو دانشگاه لندن و مؤسسه منشور متخصصان کتابداری و اطلاع‌رسانی (انجمن کتابخانه‌های سابق، انگلستان) به تحصیل پرداخت.
در سال ۱۹۶۱ کوریا به عنوان رئیس کتابخانه عمومی کلمبو منصوب شد و به مدت ۲۷ سال در این سمت بود. کوریا همچنین به تأسیس انجمن کتابخانه سریلانکا کمک کرد و به عنوان رئیس آن خدمت کرد.

## انتشارات
- کوریا (۱۹۷۵) کتابخانه‌ها و مردم: کتابخانه عمومی کلمبو، ۱۹۷۵–۱۹۲۵. کلمبو: کتابخانه عمومی کلمبو.[۳]
- کوریا (۱۹۷۸). کتابچه راهنمای کتابخانه‌های عمومی در سریلانکا. کلمبو: کتابخانه عمومی کلمبو.[۴]
- کوریا (۱۹۹۳). دایرةالمعارف اطلاعات و کتابداری. دهلی نو: انتشارات آکاشدیپ.[۵]

## زندگی شخصی
کوریا با سی وی اس کوریا که یک پزشک هومیوپاتی بود ازدواج کرد.